# Clément Izquierdo
Clément Izquierdo (Marsiglia, 16 febbraio 2002) è un ciclista su strada francese, che corre per il team Cofidis; è professionista dal 2025.

## Palmarès

### Strada
- 2023 (AVC Aix-en-Provence, due vittorie)

4ª tappa Vuelta a Hispania Sub-23 (Medina de Rioseco > Cuéllar)
Classifica generale Vuelta a Hispania Sub-23
- 2024 (AVC Aix-en-Provence, quattro vittorie)

Grand Prix du Pays d'Aix
2ª tappa Tour de la Mirabelle (Thaon-les-Vosges > Villers-lès-Nancy)
2ª tappa Tour de Moselle (Illange > Angevillers)
Classique Puisaye-Forterre
- 2025 (Cofidis, una vittoria)

5ª tappa Giro di Vallonia (Bertrix > Bertrix)

#### Altri successi
- 2023 (AVC Aix-en-Provence)

2ª tappa Vuelta a Hispania Sub-23 (Santo Domingo de la Calzada > Cañas, cronosquadre)
- 2025 (Cofidis)

Classifica giovani Étoile de Bessèges

## Piazzamenti

### Classiche monumento
- Parigi-Roubaix

2025: ritirato

### Competizioni mondiali
- Campionati mondiali

Zurigo 2024 - In linea Under-23: ritirato